# Sergio Altesor
Sergio Altesor Licandro (Montevideo, 31 de agosto de 1951) es un escritor, periodista y artista plástico uruguayo.

## Biografía
Estudió en la Escuela Nacional de Bellas Artes (Uruguay), en el University College of Art, Crafts and Design (Konstfackskolan) de Estocolmo, en el Instituto de Lenguas Románicas de la Universidad de Estocolmo y en la Facultad de Humanidades de Montevideo. Trabajó más de diez años como artista plástico durante los cuales realizó múltiples exposiciones individuales y colectivas antes de dedicarse de lleno a la escritura. Fue docente de dibujo experimental y grabado en Konstskolan (Estocolmo), de talleres de redacción en el Departamento de Comunicación de la Universidad ORT-Uruguay, asesor del Departamento de Artes Plásticas de la Dirección Nacional de Cultura (Ministerio de Educación y Cultura, Uruguay) y editor de cultura del semanario Manos. Escribió en el semanario Brecha desde 1986 hasta 2011 y en el El País Cultural desde 1996 hasta 2020. Desde 1998 ha dirigido talleres de escritura creativa y periodismo cultural. Ha publicado nueve libros de poesía, tres novelas y una selección de sus cuadernos de dibujo. Por algunas de estas obras ha recibido, entre otros, el Premio Nacional de Literatura del Ministerio de Educación y Cultura de Uruguay (2000, 2014 y 2020), el Premio Posdata (2000), el Premio Literario Municipal de la Intendencia de Montevideo (1997), el Fondo de los escritores suecos (Sveriges författarfond, 1983 y 1985) y la Beca a Creadores "Justino Zavala Muniz" por más de veinte años de trayectoria (2020, Ministerio de Educación y Cultura, Uruguay).

## Publicaciones
- 2013, La casa junto al bosque, Editorial La Coqueta, Montevideo.
- 2020, Cuadernos de dibujo (1978-1993), Editorial Yaugurú, Montevideo.
- 2018, El café del griego. Un estudio de la luz, novela, Estuario Editora, Montevideo.
- 2016, TAXI, novela, Estuario Editora, Montevideo.
- 2012, El sur y el norte, poesía, Editorial Yaugurú, Montevideo.
- 2008, Telegrambyrå (en sueco), poesía, POESIA con C, Malmö.
- 2002, 17 poemas de Diario de los últimos días del archipiélago, poesía, edición del autor, Malmö.
- 2000, Río Escondido, novela, Premio Posdata 2000, Editorial Fin de Siglo, Montevideo.
- 1999, Serpiente, poesía, Intendencia Municipal de Montevideo y Vintén Editor, Montevideo.
- 1995, Diario de los últimos días del archipiélago, Vintén Editor, Montevideo.
- 1984, Archipiélago, poesía, Editorial Siesta, Estocolmo.
- 1982, Trenes en la noche, poemas y xilografías, Editorial Nordan, Estocolmo.
- 1973,Río testigo, poesía, Ediciones de la Banda Oriental, Montevideo.

## Participación en antologías
- 2006, Malmöboken (en sueco), cuentos, ABF-Malmö, Malmö.
- 1992, 8 antologías personales, Vintén Editor, Montevideo.
- 1989, Contra el silencio, poesía uruguaya 1973-1988, Tupac Amaru Ediciones (TAE), Montevideo.
- 1985, Las voces distantes, Monte Sexto, Montevideo.
- 1984, Fueradefronteras, Editorial Nordan, Estocolmo.